# Molophilus (Molophilus) exiguus
Molophilus (Molophilus) exiguus is een tweevleugelige uit de familie steltmuggen (Limoniidae). De soort komt voor in het Australaziatisch gebied.